# 布罗卡
布罗卡（法語：Brocas，法語發音：[bʁɔka]）是法国朗德省的一个市镇，属于蒙德马桑区。

## 地名
该地名“Brocas”发音为[bʁɔka]，字母“s”不发音，《世界地名翻译大辞典》与《世界地名译名词典》将其误译作“布罗卡斯”。

## 地理
布罗卡（44°2'37"N, 0°32'6"W）面积53.46 平方千米，位于法国新阿基坦大区朗德省，该省份为法国西南部沿海省份，是法國本土面积第二大的省，北起吉倫特省，西临大西洋，南至大西洋比利牛斯省，东临热尔省，东北与洛特-加龍省接壤。
与布罗卡接壤的市镇（或旧市镇、城区）包括：韦尔、卡南和雷奥、塞尔、加兰、拉布里特、马耶尔。
布罗卡的时区为UTC+01:00、UTC+02:00（夏令时）。

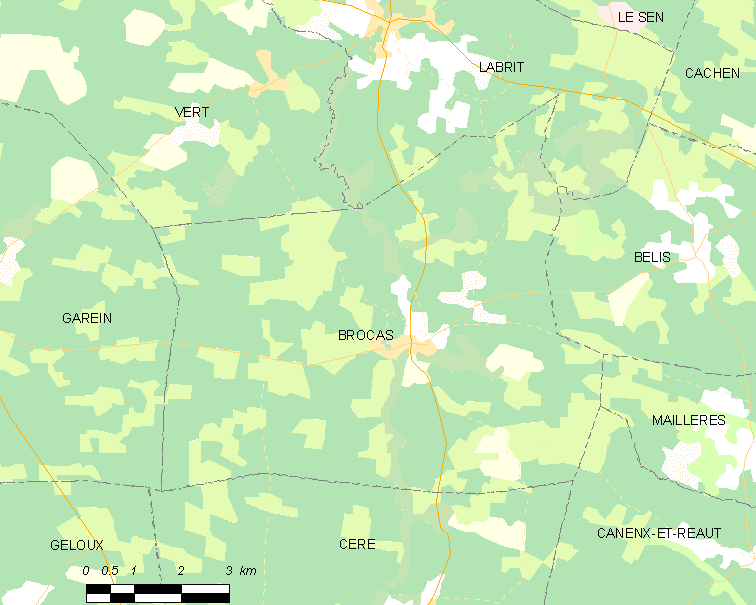
布罗卡的OSM定位图

## 行政
布罗卡的邮政编码为40420，INSEE市镇编码为40056。

## 政治
布罗卡所属的省级选区为上朗德-阿马尼亚克县。

## 人口

1962-2008年间布罗卡人口变化图示

布罗卡于2022年1月1日时的人口数量为727人。